# Deopalpus picturatus
Deopalpus picturatus là một loài ruồi trong họ Tachinidae.